# Anthela acuta
Anthela acuta is een vlinder uit de familie van de Anthelidae. De wetenschappelijke naam van de soort is voor het eerst geldig gepubliceerd in 1855 door Walker als Darala acuta.